# Marco Ferreri
Marco Ferreri (Milán, 11 de mayo de 1928-París, 9 de mayo de 1997) fue un director de cine, guionista y actor italiano. Su película más conocida es La gran comilona.

## Biografía
Marco Ferreri entró en el mundo del cine a través de la realización de cortometrajes publicitarios. Más tarde, se dedicó a la producción y llegó a España en 1956 como representante comercial de los objetivos Totalscope, la versión italiana de los Cinemascope americanos, sin que conste que lograse ninguna venta. En Madrid conoció a Rafael Azcona que trabajaba en la revista La Codorniz y con el que inició una estrecha colaboración que duraría 30 años abarcando 17 películas. Tras varios intentos frustrados –debido a la censura— de llevar al cine novelas de Azcona, consiguieron finalmente realizar El pisito en 1959 y El cochecito en 1960, adaptaciones de dos novelas homónimas de Azcona. En la estela del neorrealismo italiano, pero con un enfoque más experimental y radical, el estilo de estas películas se llegó a definir como «realismo grotesco». En España Ferreri realizó otra película, Los chicos en 1959, con guion de Leonardo Martín Méndez, que aunque plantee una dura crítica social, se aleja de lo grotesco que caracteriza los guiones de Azcona.
De vuelta a Italia en 1961, Ferreri siguió rodando con su Una storia moderna: l'ape regina en 1962, una sátira anticatólica que fue censurada, incluso su título modificado debido a la crítica que hacía sobre la institución del matrimonio. En Se acabó el negocio (La donna scimmia), de 1963, habla sobre las relaciones entre los sexos dominadas por la explotación del más débil, con el final también censurado, esta vez por decisión del productor Carlo Ponti. Más adelante, realizó el capítulo de Il professore dentro de la película colectiva Controsesso en 1964, y luego el cuento antimachista El harén (L’harem) de 1967. Sin embargo, la que se considera su obra maestra es Dillinger ha muerto (Dillinger è morto), de 1969, un ensayo sobre la soledad del hombre contemporáneo en la sociedad capitalista. Luego rodó la triste alegoría sobre el futuro El semen del hombre (Il seme dell’uomo) en 1970, un cuento kafkiano anticlerical, y La audiencia (L’udienza) en 1971. En 1974, realizó una relectura satírica y crítica de la derrota del general Custer en Little Big Horn llamada No tocar a la mujer blanca (Non toccare la donna bianca - Touche pas à la femme blanche), que rodó en el gran agujero que había dejado en el centro de París la demolición de Les Halles, el antiguo mercado central de la ciudad.
Pero cuando alcanza de nuevo la cumbre es gracias a La gran comilona (La grande bouffe), de 1973, una producción franco-italiana con guion de Rafael Azcona. Si bien la película provocó un escándalo que dividió tanto a la crítica como al público, se convirtió rápidamente en una película de culto. Se llevó el premio Internacional de la Crítica - FIPRESCI en el Festival de Cannes, ex aequo con La maman et la putain de Jean Eustache.
Desde entonces se podrían citar las siguientes obras: La última mujer (L’ultima donna), de 1976, y La casa del sorriso, de 1988. Homenajeando el cine que ya no existe en Nitrato d’argento (1995), concluyó con una nota de melancolía su recorrido como cineasta, a la vez genial e inclasificable.

## Filmografía como director
- El pisito (1958)
- Los chicos (1959)
- El cochecito (1960)

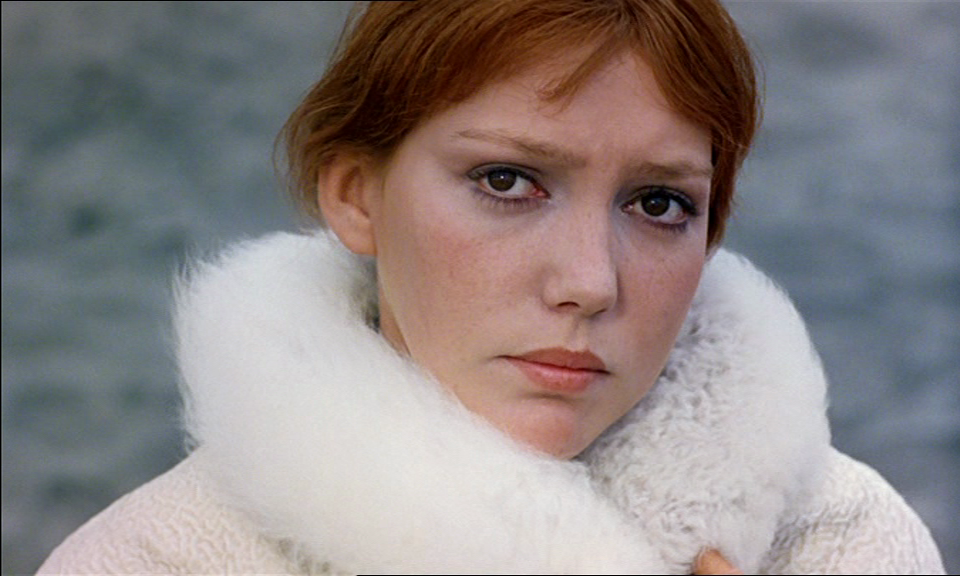
Anne Wiazemsky en un fotograma de El semen del hombre.

- Le italiane e l'amore (1961) (el capítulo "L'infedeltà coniugale").
- Se acabó el negocio (La donna scimmia) (1963).
- Una storia moderna: l'ape regina (1963)
- Controsesso (1964) (el capítulo "Il professore").
- L'uomo dei cinque palloni (1965)
- Oggi, domani, dopodomani (1965) (el capítulo "L'uomo dei 5 palloni").
- Corrida! (1966)
- El harén (L'harem) (1967)
- El semen del hombre (Il seme dell'uomo) (1969).
- Dillinger ha muerto (Dillinger è morto) (1969).
- La audiencia (L'udienza) (1971)
- Perché pagare per essere felici (1971)
- Liza (1972)
- La gran comilona (La grande abbuffata/La Grande Bouffe) (1973).
- No tocar a la mujer blanca (Non toccare la donna bianca) (1974).
- La última mujer (L'ultima donna) (1976).
- Ciao maschio (1978)
- Chiedo asilo (1979)
- Storie di ordinaria follia (1981)
- Storia di Piera (1983)
- Il futuro è donna (1984)
- I Love You (1986)
- La casa del sorriso (1988)
- Come sono buoni i bianchi (1988)
- Le banquet (1989) (televisión)
- La carne (1991)
- Diario di un vizio (1993)
- Faictz ce que vouldras (1994) (televisión. Homenaje a Rabelais)
- Nitrato d'argento (1997)

## Filmografía parcial como actor
- El pisito (1959)
- Casanova '70 (1965)
- Il fischio al naso (1967)
- Porcile (1969)
- Le Vent d'est (1970)
- Ciao Gulliver (1970)

## Premios y distinciones
Festival Internacional de Cine de Berlín
| Año  | Categoría                             | Película             | Resultado |
| ---- | ------------------------------------- | -------------------- | --------- |
| 1980 | Oso del Plata, Gran Premio del Jurado | Un profesor singular | Ganador   |

Festival Internacional de Cine de Cannes
| Año  | Categoría              | Película       | Resultado |
| ---- | ---------------------- | -------------- | --------- |
| 1978 | Gran Premio del Jurado | Adiós al macho | Ganador   |

Festival Internacional de Cine de Venecia
| Año  | Categoría       | Galardonado  | Resultado |
| ---- | --------------- | ------------ | --------- |
| 1960 | Premio FIPRESCI | El cochecito | Ganador   |

Festival Internacional de Cine de San Sebastián
| Año  | Categoría            | Película         | Resultado |
| ---- | -------------------- | ---------------- | --------- |
| 1981 | Premio de la Crítica | Ordinaria locura | Ganador   |

Medallas del Círculo de Escritores Cinematográficos
| Año  | Categoría     | Película  | Resultado |
| ---- | ------------- | --------- | --------- |
| 1959 | Premio Jimeno | El pisito | Ganador   |